# Hornindalsvatnet
Hornindalsvatnet – jezioro w Norwegii, leżące w okręgu Sogn og Fjordane. Najgłębsze jezioro Europy. Jezioro to ma 514 metrów głębokości.

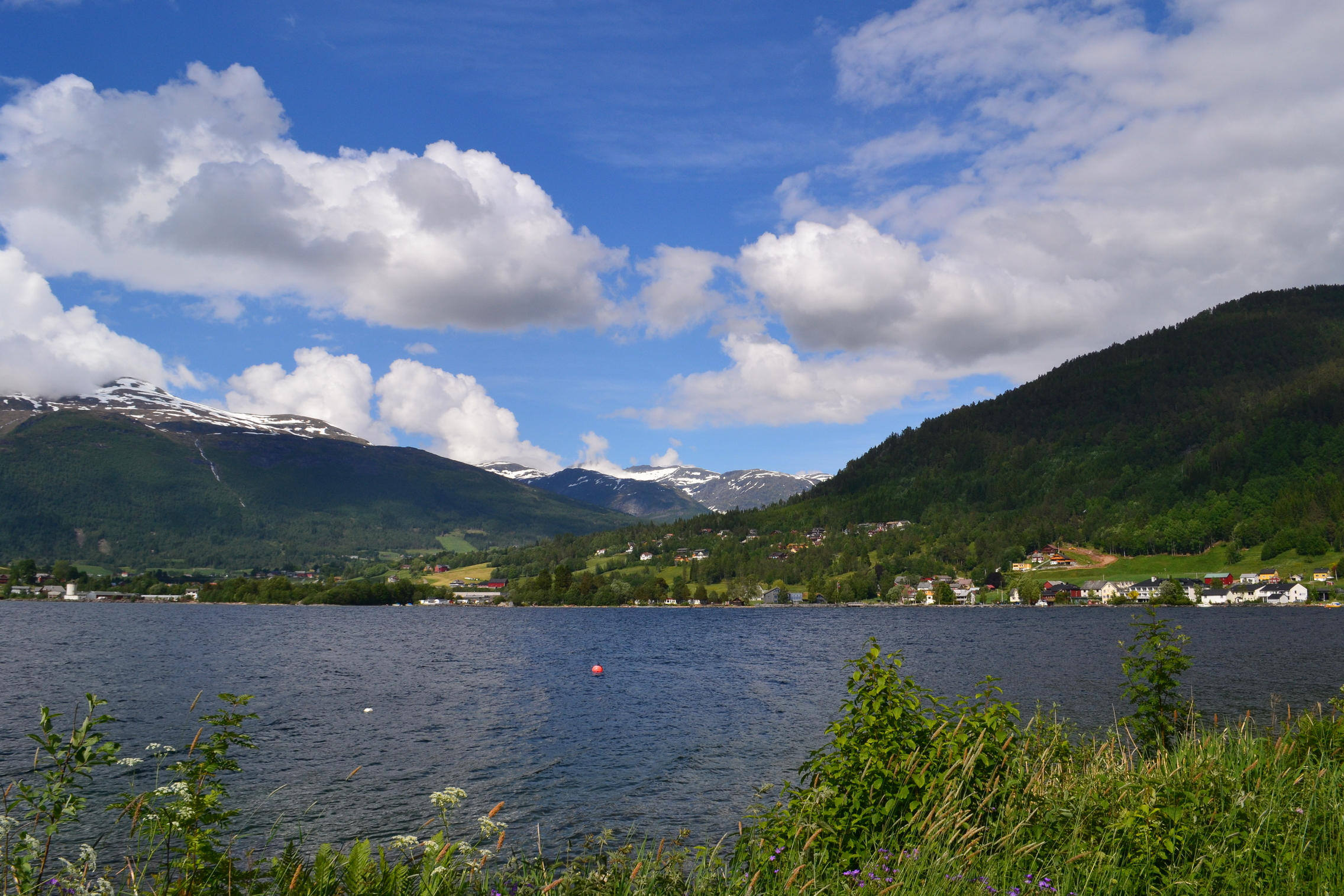

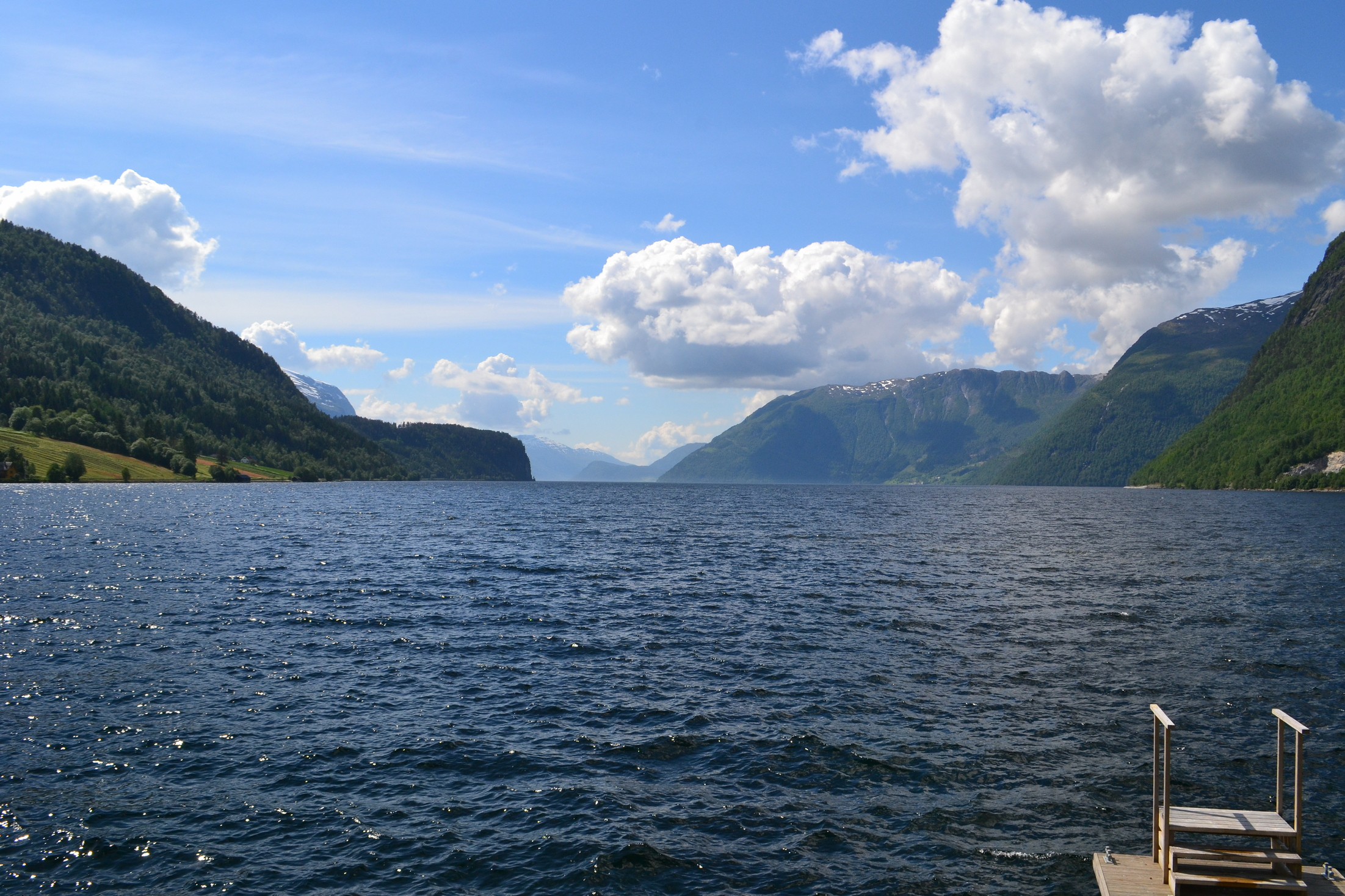